# Grupo de Forcados Amadores de Salvaterra de Magos
O Grupo de Forcados Amadores de Salvaterra de Magos é um grupo de forcados da vila do Salvaterra de Magos, no Ribatejo. O actual Grupo de Forcados Amadores de Salvaterra de Magos foi fundado a 16 de Março de 2003.

## História
Data da década de 1940 os primeiros registos de forcados organizados em Salvaterra de Magos. Desde então diversos Grupos foram constituídos e extintos.
O Cabo fundador do actual Grupo foi Joaquim Manuel Pereira Mendes. 
A 23 de Abril de 2021 o Grupo perdeu a qualidade de sócio da Associação Nacional de Grupos de Forcados por falta de actividade, deixando de poder participar em corridas em que intervenham grupos associados.

## Cabos
1. Joaquim Pereira Mendes
2. Pedro Miguel Silva
3. Nélson Soares
4. Nilton Milho
5. Carlos Barreto (2021–presente)